# Agonopterix furvella
Agonopterix furvella is een vlinder uit de familie grasmineermotten (Elachistidae). De wetenschappelijke naam is voor het eerst geldig gepubliceerd in 1832 door Treitschke.
De soort komt voor in Europa.